# Witmarsum
Witmarsum é um município brasileiro do estado de Santa Catarina. Localiza-se a uma latitude 26º55'34" sul e a uma longitude 49º47'45" oeste, estando a uma altitude de 370 metros. Sua população estimada em 2020 foi de 3.998 habitantes.
Possui uma área de 129,91 km².

## História
O município foi colonizado por diversos grupos de imigrantes. Os primeiros habitantes chegaram em 1924, sendo soldados alemães que fugiram da Primeira Guerra Mundial, que batizaram a região de Neue Afrika (Nova África, em português), pois haviam combatido no continente africano. Em 1930, imigrantes alemães menonitas se estabeleceram na região e a batizaram "Witmarsum", terra natal de Menno Simons. Alguns alegam que o nome significa "Estrela Azul" inclusive com edificações nessa cor, mas a corrente majoritária afirma que o significado do nome é filho de Witmar, o que parece ter mais lógica.
Na década de 1950 os menonitas reimigraram para o município de Palmeira, no Estado do Paraná, e fundaram a Colônia Witmarsum.
Mais tarde, descendentes de italianos passaram a ocupar a região.
Essa diversidade reflete na cultura do município, onde a maioria dos moradores são pequenos agricultores.